# Епархия Викторианы
Епархия Викторианы (лат. Dioecesis Victorianensis) — титулярная епархия Римско-Католической церкви.

## История
Античный город Викториана, находившийся в римской провинции Африка, в первые века христианства был центром одноимённой епархии, которая входила в Карфагенскую митрополию. Известно, что епископ Викторианы принял активное участие в Первом Никейском соборе.
С 1958 года епархия Викторианы является титулярной епархией Римско-Католической церкви.

## Епископы
- епископ Сатурнин (упоминается в 256 году);
- епископ Гетулиций (упоминается в 393 году);
- епископ Сатурнин (упоминается в 411 году) — последователь донатизма;
- епископ Руфиниан (упоминается в 484 году);
- епископ Помпиан (упоминается в 553 году).

## Титулярные епископы
- епископ Хосе Габриэль Кальдерон Контрерас (18.12.1958 — 26.04.1962) — назначен епископом Картаго;
- епископ Карло Коломбо (7.03.1964 — 11.02.1991);
- епископ Чезаре Нозилья (6.07.1001 — 6.10.2003);
- епископ Мауро Пьяченца (13.10.2003 — 20.11.2010) — выбран кардиналом;
- епископ Джузеппе Шакка (3.09.2011 — 10.11.2012) — назначен титулярным епископом Фонди;
- епископ Этторе Балестреро (22.02.2013 — по настоящее время).